# Tractat de Campo Formio
El Tractat de Campo Formio fou signat a Campoformido (Cjampfuarmit) el dia 17 d'octubre de 1797 pel general Napoleó Bonaparte i pel comte Ludwig von Cobenzl, en nom de l'emperador Francesc II, en representació del Primer Imperi Francès i d'Àustria respectivament. El tractat marcà el final de les guerres de la Primera Coalició i la victòria franceses en les campanyes italianes dels primers anys de les Guerres Napoleòniques. Fou firmat a la vila italiana de Campodeformio prop d'Udine.

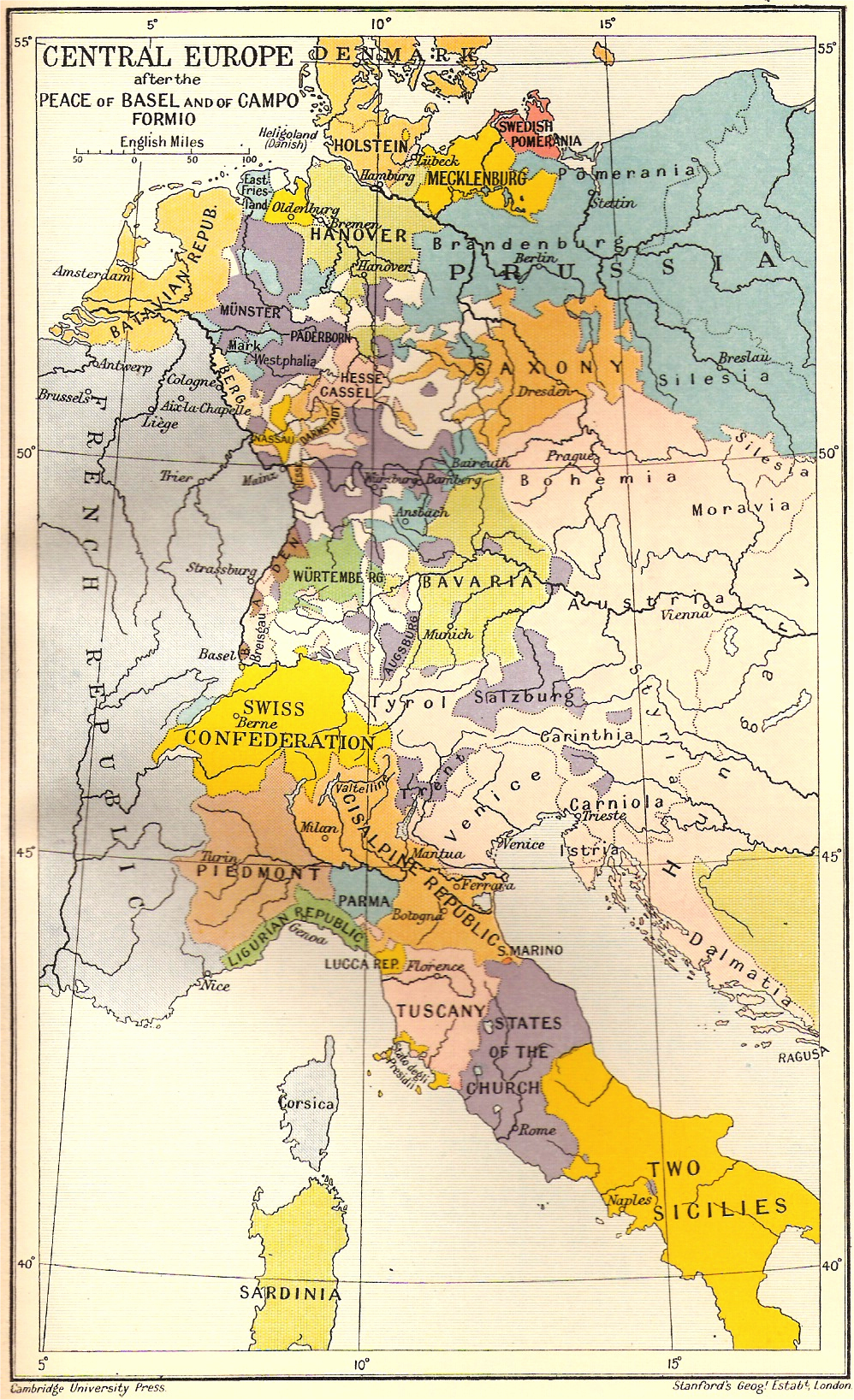
El resultat del mapa europeu després del tractat de Campo Formio.

Entre les diferents clàusules d'una pau que és qualificada d'inviolable, el tractat concedeix diferents territoris fins al moment austríacs a França. En primer lloc, consolida la cessió dels Països Baixos Austríacs a França. En segon lloc, atorga a França diverses possessions venecianes a l'Adriàtic, tals com Corfú. I, en tercer lloc, consolida la partició dels territoris continentals de la República de Venècia entre França i Àustria, que obtindria Ístria, Dalmàcia i altres territoris a l'Adriàtic.
El tractat significava el reconeixement de l'emperador d'Àustria a una nova situació al nord d'Itàlia. Àustria reconegué la formació de la República de Ligúria formada pels antics territoris de Gènova. Àustria també hagué d'acceptar la formació de la República Cisalpina que significava la cessió d'Àustria a França del ric territori de la Llombardia i l'acceptació que el Ducat de Mòdena, en mans d'una branca menor dels Habsburg, passés a aquest estat satèl·lit de França.
El tractat també incloïa un seguit de clàusules secretes que permetien a França la lliure navegació pel riu Rin i el Mosel·la a part d'acceptar com a nou límits de França els rius Rin, Nette i Roer.
El tractat fou firmat després de cinc dies de negociació partint com a base la Pau de Leoben l'abril de 1797. Ara bé, les negociacions s'endarreriren fruit d'un cop militar intern a França de caràcter monàrquic. El cop entorpí les negociacions i acabà significant l'expulsió dels diputats monàrquics del Directori. El tractat significà una gran onada de prestigi en favor de Napoleó Bonaparte.
El tractat és conegut internacionalment no pas pel topònim furlà Cjampfuarmit, sinó pel vènet Campofòrmio, llavors oficial. Actualment el topònim oficial és l'italià Campoformido.